# Sikträsket (Jokkmokks socken, Lappland, 738918-167218)
Sikträsket är en sjö i Jokkmokks kommun i Lappland och ingår i Luleälvens huvudavrinningsområde. Sjön har en area på 0,0547 kvadratkilometer och ligger 281 meter över havet.

## Delavrinningsområde
Sikträsket ingår i det delavrinningsområde (738930-167161) som SMHI kallar för Ovan 739097-166955. Medelhöjden är 307 meter över havet och ytan är 12,29 kvadratkilometer. Räknas de 34 avrinningsområdena uppströms in blir den ackumulerade arean 504,59 kvadratkilometer. Appokälven som avvattnar avrinningsområdet har biflödesordning 3, vilket innebär att vattnet flödar genom totalt 3 vattendrag innan det når havet efter 206 kilometer. Avrinningsområdet består mestadels av skog (75 procent) och sankmarker (18 procent). Avrinningsområdet har 0,23 kvadratkilometer vattenytor vilket ger det en sjöprocent på 1,9 procent.